# Chantal Hediger
Chantal Hediger (* 1974) ist eine Schweizer Malerin, Moderatorin und Schauspielerin.

## Leben
Chantal Hediger wuchs in Suhr als Tochter einer südafrikanischen Mutter und eines Schweizer Vaters auf. Nach einer kaufmännischen Ausbildung bei einer Bank arbeitete sie zunächst als Flugbegleiterin und als Model. 1992 nahm sie an der Wahl zur Miss Schweiz teil und erreichte den 2. Platz. Sie nahm Unterricht an der European Film Actor School in Zürich und arbeitete ab 1999 als Nachrichtensprecherin und Reporterin für Schweizer Fernsehstationen. Als Ausgleich begann sie in dieser Zeit zu malen.
Im Mai 2003 zog sie nach Los Angeles, wo sie als Schauspielerin Fuss zu fassen suchte. Sie wirkte in mehreren Film- und Theaterproduktionen mit. Im Schweizer Fernsehen war sie in der MotorShow tcs zu sehen. Derzeit ist sie eine der Moderatoren der Tele-M1-Nachrichtensendung Aktuell.

## Filmografie
- The Breakup
- Carnal Knowledge
- The Art of Eating Well
- CSI: Sierra Madre
- The Swiss Connection
- Verbotene Liebe

## Theater / Musical
- The Importance of Being Earnest
- Der Franzos im Ybrig